# Albuquerque, Nova Mehika
Albuquerque je največje mesto v ameriških zvezni državi Nova Mehika. Samo mesto je tudi sedež Okrožja Bernalillo.
Leta 2010 je naselje imelo 545.852 prebivalcev in 469,5 km² površine (od tega 1,7 km² vodnih površin).
V mestu se nahajajo:
- Univerza Nove Mehike (UNM)
- Kirtland Air Force Base
- Narodni laboratoriji Sandia
- Petroglyph National Monument

## Pobratena mesta
- Alburquerque, Španija
- Ašhabad, Turkmenistan
- Chihuahua, Mehika
- Gijon, Španija
- Guadalajara, Mehika
- Helmstedt, Nemčija
- HuaLien, Republika Kitajska
- Lanzhou, Ljudska republika Kitajska
- Sasebo, Japonska